# Altobello Averoldi

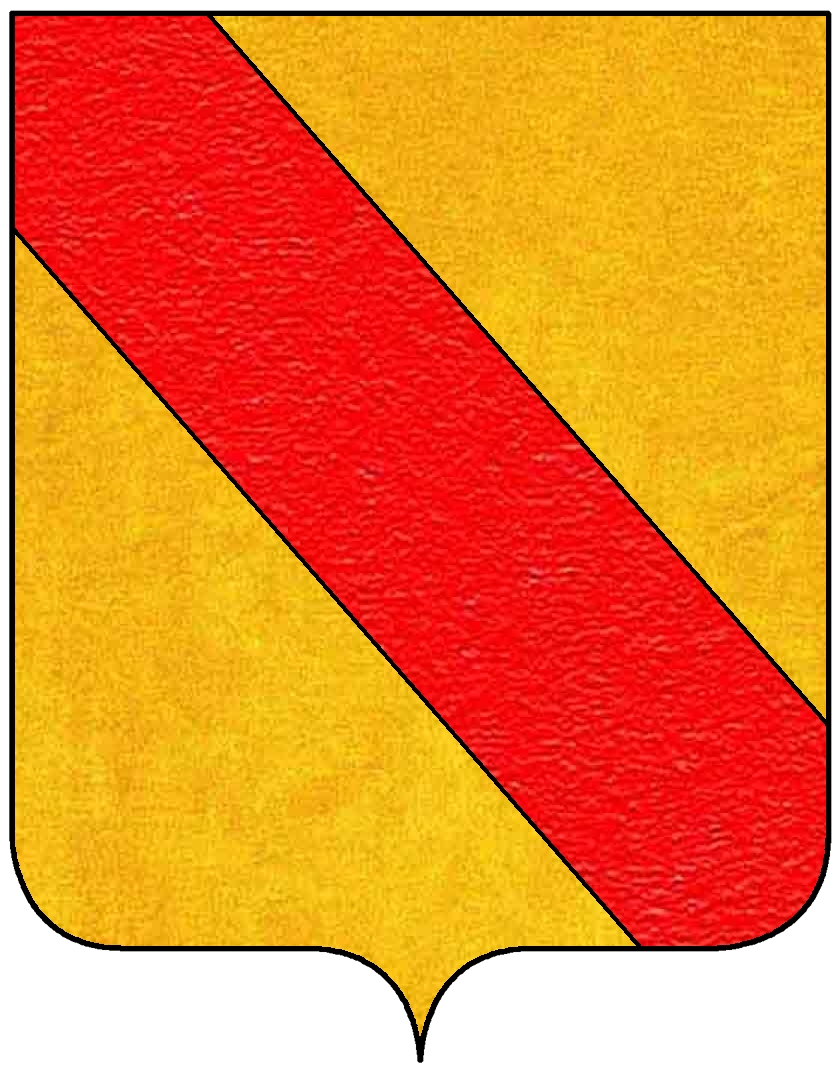
Stemma degli Averoldi

Altobello Averoldi (Brescia, 1468 – 1º novembre 1531) è stato un vescovo cattolico italiano, uno dei principali ispiratori del rinascimento bresciano.

## Biografia
Membro di una delle illustri casate di Brescia del quattrocento, Altobello studiò all'Università di Pavia e di Padova, per poi giungere a Roma dove papa Alessandro VI lo nominò, il 13 novembre 1497, vescovo di Pola.
Papa Giulio II nel 1505 lo inviò come vicelegato a Bologna, dove tornò una seconda volta nel 1513, rimanendo fino al 1516.
Papa Leone X nel 1517 lo nominò nunzio presso la Repubblica di Venezia, dopo che il Trattato di Noyon del 1516 aveva ristabilito gli equilibri nella penisola italiana. Gli donò il Fondaco dei Turchi in Venezia.
Nel 1522 acquistò per la Collegiata dei Santi Nazaro e Celso a Brescia il Polittico di Tiziano, che influì notevolmente sul rinnovo artistico locale.
Nel 1523 venne inviato da Venezia come vicelegato a Bologna, fino all'anno successivo.
Si ammalò e morì nel 1531.